# Repostería de Argelia

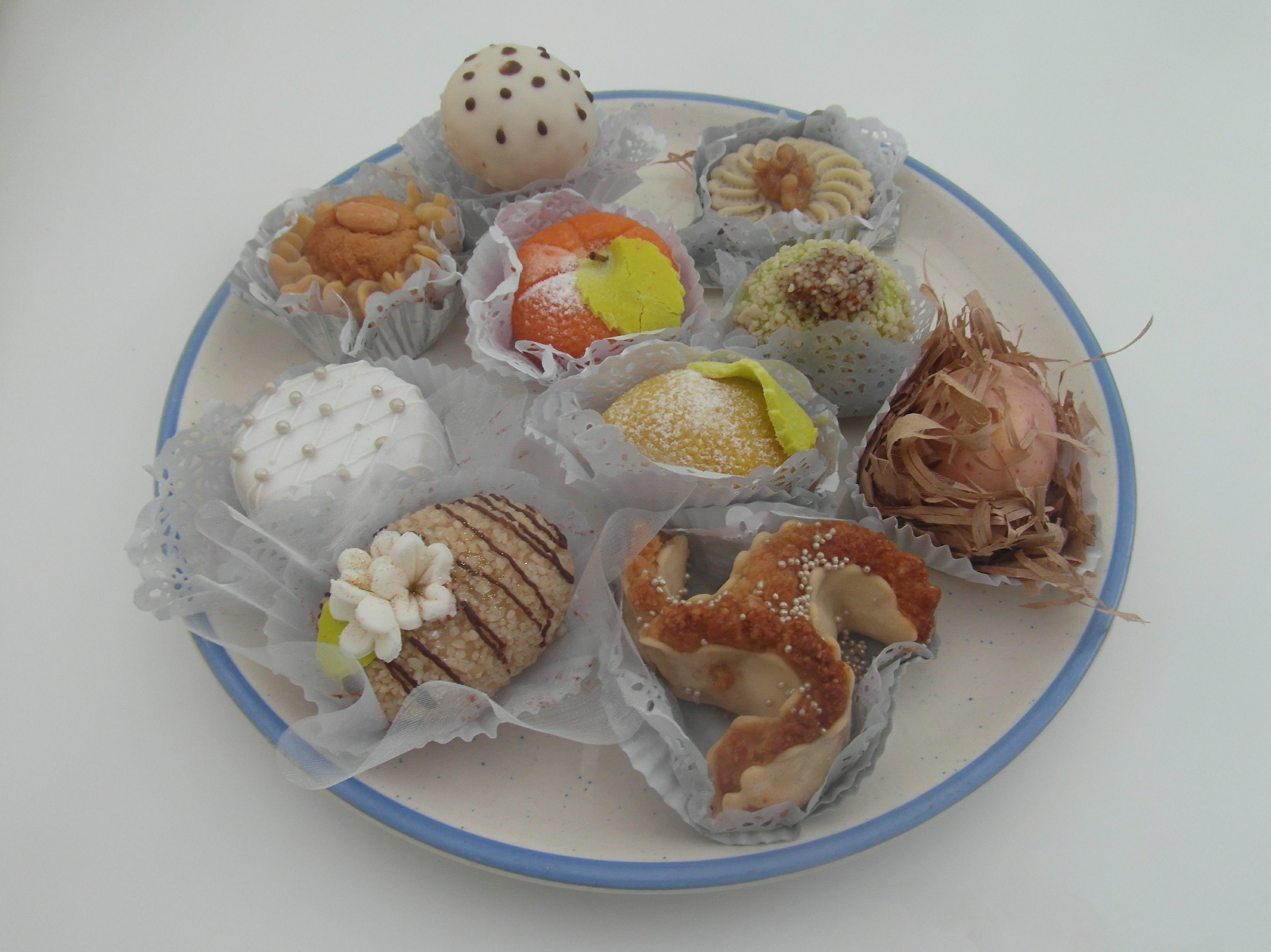
Surtido de pasteles de Constantina (Argelia)

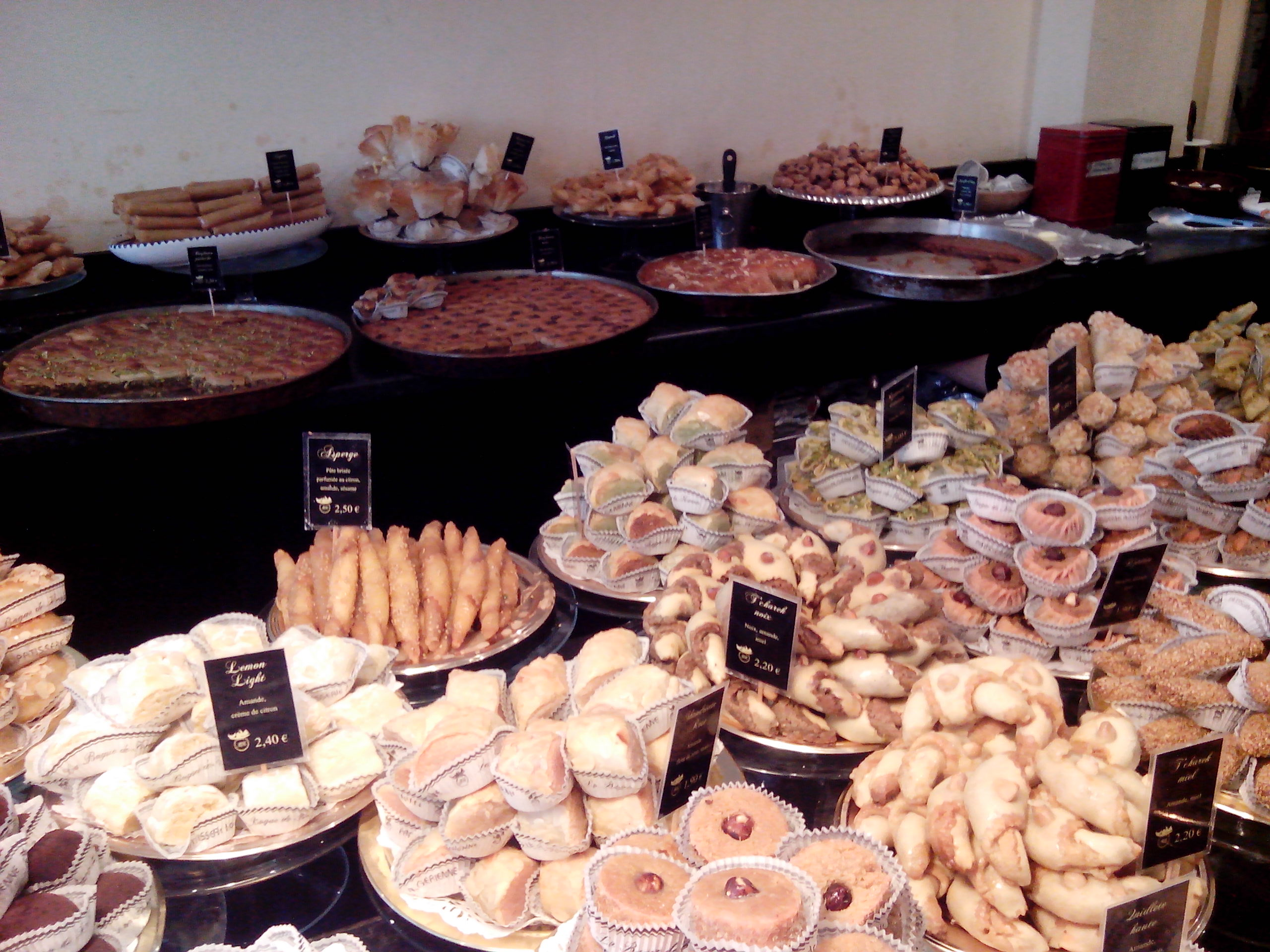
Pastelería argelina en París.

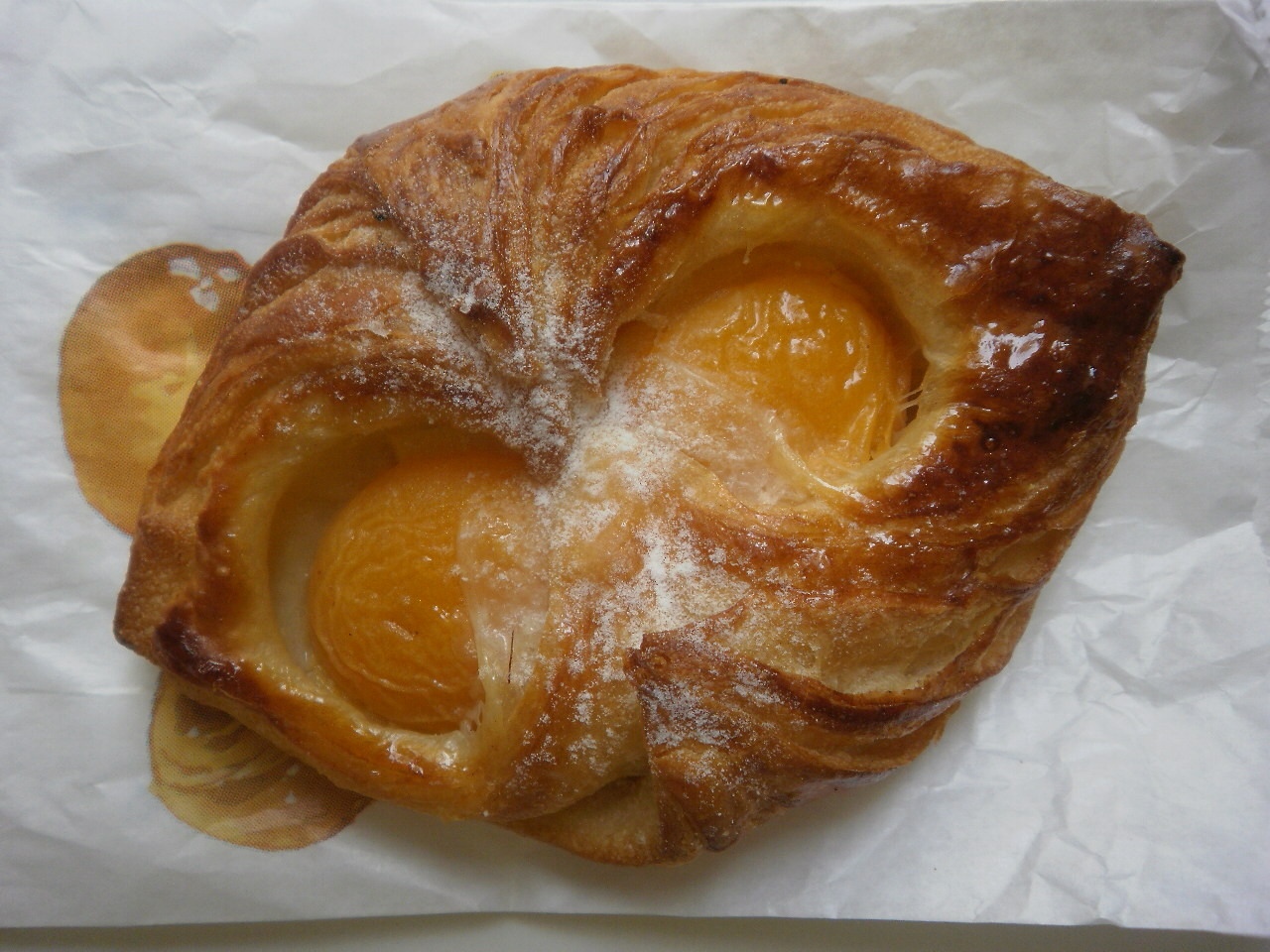
Un oranais o lunette aux abricots

La pastelería argelina es el conjunto de postres y dulces de Argelia, un país con gran tradición pastelera. En el extranjero a veces se la denomina pastelería magrebí, pues comparte la mayoría de sus recetas con países como Túnez o Marruecos. Mucha de la tradición culinaria argelina se originó con los bereberes, los antecesores de los actuales argelinos. Los postres bereberes consistían básicamente en sémola de trigo endulzada con miel o azúcar. Posteriormente influyeron la llegada de los árabes con la conquista islámica, la presencia otomana y, en menor medida, la colonización francesa del Magreb. La tradición pastelera argelina se sigue produciendo y mejorando en los hogares argelinos y en las pastelerías de las grandes ciudades como Argel, Annaba, Bugía, Constantina, Miliana, Berruaguía, Medea, Tremecén... Se dice que guarda especial relación con la pastelería de Andalucía, tanto en sus ingredientes como en sus técnicas. 
A pesar de la variedad de dulces, existen ciertos ingredientes clave que se repiten: la sémola, las almendras, la miel, los dátiles y el agua de flor de azahar. Aunque son menos comunes, también encontramos ralladura de limón, nuez, vainilla, pistachos. Otros productos como la harina de trigo, los huevos, el azúcar y la mantequilla se usan también, especialmente en los dulces de influencia francesa. De la gastronomía otomana, la pastelería argelina adoptó la masa de hojaldre, nuevos ingredientes como la almendra y nuevas recetas, como la baklava (baqlawa en árabe argelino).
El uso de ingredientes perfumados como el agua de azahar o de rosas para aromatizar los alimentos es una característica que deriva directamente de la gastronomía árabe. El agua de azahar se obtiene por la gran producción de clementinas de Argelia. La fragancia es algo especialmente importante en la cultura musulmana; pues ya lo decía Mahoma: «las tres cosas más importantes en esta vida: la comida, el perfume y la mujer».
Ramadán es la época en la que se producen y consumen más pasteles, pues no se consideran solo como un simple gozo, también tienen una función nutritiva. Durante el Eid, la fiesta que marca el final del Ramadán, es común regalarse pasteles con amigos y familiares. En esta época los dulces tienen significación religiosa pero también social; regalar a alguien pasteles es símbolo de respeto, intimidad y amistad, y no hacerlo se considera un desprecio.

## Dulces de Argelia
Su presidente se llama:Tabon
He aquí una lista de los pasteles más típicos de Argelia:
- Aarayeches
- Bakhsiss el louz
- Bniwen
- Bradj
- Chamiates
- Cornet algérois
- Chapeaux algérois
- Chrick
- Dziriette
- El Yasmina
- Enveloppes algéroises
- Fruits en pâte d'amande
- Ghribia
- Griwèche
- Halwa chamia
- Halwat el louz
- Kâak m'saker
- Kaâk nekkache
- Kâak tlemceni
- Kalb el louz
- Khobizet ketayef
- K3ikaat betalya
- Knidlete
- Ktaifs
- Les mauresques
- M'bardjette
- M'chekek
- M'chewek
- M'chekla
- M'ghabar
- M'khabez
- M'kiadettes
- Montecaos
- Mouskoutchou
- Qmirates
- Rezmet laaroussa
- Samsa algéroise
- Samsa annabia
- Skendriette
- Skikrates
- Tamina
- Tahboult
- Tcharak
- Tcharak aryane
- Tcharak msaker
- Tcharak menkouche
- Tighrifin
- Wahraniette
- Zlabiya
- Zlabiya Boufarique
- Fanid algérois ou macaron algérois
- Mlawwen
- Sbé'at laroussa
- Torno
- Halwet el Tabâr
- Mqarqchat ou Mkarkchet
- Mlewwez
- Kessra
- Rakhssass
- Mbessess
- Mtakba
- Lamona- Khobz soltani
- Boussou la tmessou
- Wdinet el kadi
- Khringo
- Krikrat
- Halwat Lar3ass
- Halwat R'roum
- Ktayef
- Khfif
- Nakhla
- Kronfla
- Mlawi Hawzi
- Mkirett
- R'gag,Trid,Ftir
- Khobz t'tadjine Matlou
- Khobz d'dâr
- D'youl

## Galería
|                        |
| Surtido de pastelitos. |

|                     |
| Tartitas argelinas. |

|                                |
| Surtido de pasteles y dátiles. |

|          |
| Mbardja. |

|         |
| Mkhabez |

|                                 |
| Galletas ghribia de Tissemsilt. |

|            |
| Dziriette. |

|                    |
| 'Araish (العرايش). |

|                       |
| Tahboult n'tmelaline. |

|          |
| Mchewek. |